# Kwon Kyung-won
Kwon Kyung-won (권경원?; Seul, 31 gennaio 1992) è un calciatore sudcoreano, difensore dell'FC Anyang e della nazionale sudcoreana.

## Caratteristiche tecniche
È un difensore centrale.

## Statistiche

### Presenze e reti nei club
Statistiche aggiornate al 3 dicembre 2023.
| Stagione                  | Club                    | Campionato              | Campionato | Campionato | Coppe nazionali | Coppe nazionali | Coppe nazionali | Coppe continentali | Coppe continentali | Coppe continentali | Altre coppe | Altre coppe | Altre coppe | Totale | Totale |
| Stagione                  | Club                    | Comp                    | Pres       | Reti       | Comp            | Pres            | Reti            | Comp               | Pres               | Reti               | Comp        | Pres        | Reti        | Pres   | Reti   |
| ------------------------- | ----------------------- | ----------------------- | ---------- | ---------- | --------------- | --------------- | --------------- | ------------------ | ------------------ | ------------------ | ----------- | ----------- | ----------- | ------ | ------ |
| 2013                      | Jeonbuk Hyundai         | KL1                     | 14+6       | 0          | CCS             | 1               | 0               | ACL                | 4                  | 0                  | -           | -           | -           | 25     | 0      |
| 2014                      | Jeonbuk Hyundai         | KL1                     | 5          | 0          | CCS             | 3               | 0               | ACL                | 1                  | 0                  | -           | -           | -           | 9      | 0      |
| feb.-giu. 2015            | Shabab Al-Ahli          | PL                      | 11         | 1          | CPA+CdL         | 2+0             | 0               | ACL                | 14                 | 1                  | SE          | 1           | 0           | 28     | 2      |
| 2015-2016                 | Shabab Al-Ahli          | PL                      | 23         | 2          | CPA+CdL         | 2+3             | 0               | -                  | -                  | -                  | -           | -           | -           | 28     | 2      |
| lug.-dic. 2016            | Shabab Al-Ahli          | PL                      | 11         | 1          | CPA+CdL         | 1+6             | 0               | -                  | -                  | -                  | SE          | 1           | 0           | 19     | 1      |
| Totale Al-Ahli            | Totale Al-Ahli          | Totale Al-Ahli          | 45         | 4          |                 | 14              | 0               |                    | 14                 | 1                  |             | 2           | 0           | 75     | 5      |
| 2017                      | Tianjin Quanjian        | CSL                     | 21         | 1          | CC              | 3               | 0               | -                  | -                  | -                  | -           | -           | -           | 24     | 1      |
| 2018                      | Tianjin Quanjian        | CSL                     | 27         | 0          | CC              | 1               | 0               | ACL                | 11                 | 0                  | -           | -           | -           | 39     | 0      |
| gen.-giu. 2019            | Tianjin Quanjian        | CSL                     | 15         | 0          | CC              | 0               | 0               | -                  | -                  | -                  | -           | -           | -           | 15     | 0      |
| Totale Tianjin Quanjian   | Totale Tianjin Quanjian | Totale Tianjin Quanjian | 63         | 1          |                 | 4               | 0               |                    | 11                 | 0                  |             | -           | -           | 78     | 1      |
| lug.-dic. 2019            | Jeonbuk Hyundai         | KL1                     | 8+5        | 1+1        | -               | -               | -               | -                  | -                  | -                  | -           | -           | -           | 13     | 2      |
| Totale Jeonbuk Hyundai    | Totale Jeonbuk Hyundai  | Totale Jeonbuk Hyundai  | 38         | 2          |                 | 4               | 0               |                    | 5                  | 0                  |             | -           | -           | 47     | 2      |
| 2020                      | Gimcheon Sangmu         | KL1                     | 19+4       | 0+1        | CCS             | 0               | 0               | -                  | -                  | -                  | -           | -           | -           | 23     | 1      |
| gen.-giu. 2021 (militare) | Gimcheon Sangmu         | KL2                     | 0          | 0          | CCS             | 0               | 0               | -                  | -                  | -                  | -           | -           | -           | 0      | 0      |
| Totale Gimcheon Sangmu    | Totale Gimcheon Sangmu  | Totale Gimcheon Sangmu  | 23         | 1          |                 | 0               | 0               |                    | -                  | -                  |             | -           | -           | 23     | 1      |
| lug.-dic. 2021            | Seongnam                | KL1                     | 13+5       | 1+0        | CCS             | 0               | 0               | -                  | -                  | -                  | -           | -           | -           | 18     | 1      |
| 2022                      | Gamba Osaka             | J1                      | 16         | 2          | CG+CdL          | 0+3             | 0               | -                  | -                  | -                  | -           | -           | -           | 19     | 2      |
| 2023                      | Gamba Osaka             | J1                      | 20         | 1          | CG+CdL          | 1+2             | 0               | -                  | -                  | -                  | -           | -           | -           | 23     | 1      |
| Totale Gamba Osaka        | Totale Gamba Osaka      | Totale Gamba Osaka      | 36         | 3          |                 | 6               | 0               |                    | -                  | -                  |             | -           | -           | 42     | 3      |
| Totale carriera           | Totale carriera         | Totale carriera         | 223        | 12         |                 | 28              | 0               |                    | 30                 | 1                  |             | 2           | 0           | 283    | 13     |

### Cronologia presenze e reti in nazionale
| Cronologia completa delle presenze e delle reti in nazionale ― Corea del Sud | Cronologia completa delle presenze e delle reti in nazionale ― Corea del Sud | Cronologia completa delle presenze e delle reti in nazionale ― Corea del Sud | Cronologia completa delle presenze e delle reti in nazionale ― Corea del Sud | Cronologia completa delle presenze e delle reti in nazionale ― Corea del Sud | Cronologia completa delle presenze e delle reti in nazionale ― Corea del Sud | Cronologia completa delle presenze e delle reti in nazionale ― Corea del Sud | Cronologia completa delle presenze e delle reti in nazionale ― Corea del Sud |
| Data                                                                         | Città                                                                        | In casa                                                                      | Risultato                                                                    | Ospiti                                                                       | Competizione                                                                 | Reti                                                                         | Note                                                                         |
| ---------------------------------------------------------------------------- | ---------------------------------------------------------------------------- | ---------------------------------------------------------------------------- | ---------------------------------------------------------------------------- | ---------------------------------------------------------------------------- | ---------------------------------------------------------------------------- | ---------------------------------------------------------------------------- | ---------------------------------------------------------------------------- |
| 7-10-2017                                                                    | Mosca                                                                        | Russia                                                                       | 4 – 2                                                                        | Corea del Sud                                                                | Amichevole                                                                   | 1                                                                            |                                                                              |
| 10-11-2017                                                                   | Suwon                                                                        | Corea del Sud                                                                | 2 – 1                                                                        | Colombia                                                                     | Amichevole                                                                   | -                                                                            |                                                                              |
| 9-12-2017                                                                    | Tokyo                                                                        | Corea del Sud                                                                | 2 – 2                                                                        | Cina                                                                         | Coppa dell'Asia orientale 2017                                               | -                                                                            |                                                                              |
| 12-12-2017                                                                   | Tokyo                                                                        | Corea del Nord                                                               | 0 – 1                                                                        | Corea del Sud                                                                | Coppa dell'Asia orientale 2017                                               | -                                                                            | 80’                                                                          |
| 1-6-2018                                                                     | Jeonju                                                                       | Corea del Sud                                                                | 1 – 3                                                                        | Bosnia ed Erzegovina                                                         | Amichevole                                                                   | -                                                                            | 46’                                                                          |
| 20-11-2018                                                                   | Brisbane                                                                     | Uzbekistan                                                                   | 0 – 4                                                                        | Corea del Sud                                                                | Amichevole                                                                   | -                                                                            | 63’                                                                          |
| 31-12-2018                                                                   | Abu Dhabi                                                                    | Arabia Saudita                                                               | 0 – 0                                                                        | Corea del Sud                                                                | Amichevole                                                                   | -                                                                            |                                                                              |
| 22-3-2019                                                                    | Ulsan                                                                        | Corea del Sud                                                                | 1 – 0                                                                        | Bolivia                                                                      | Amichevole                                                                   | -                                                                            |                                                                              |
| 26-3-2019                                                                    | Seul                                                                         | Corea del Sud                                                                | 2 – 1                                                                        | Colombia                                                                     | Amichevole                                                                   | -                                                                            | 82’                                                                          |
| 7-6-2019                                                                     | Pusan                                                                        | Corea del Sud                                                                | 1 – 0                                                                        | Australia                                                                    | Amichevole                                                                   | -                                                                            |                                                                              |
| 5-9-2019                                                                     | Istanbul                                                                     | Corea del Sud                                                                | 2 – 2                                                                        | Georgia                                                                      | Amichevole                                                                   | -                                                                            |                                                                              |
| 10-10-2019                                                                   | Hwaseong                                                                     | Corea del Sud                                                                | 8 – 0                                                                        | Sri Lanka                                                                    | Qual. Mondiali 2022                                                          | -                                                                            |                                                                              |
| 11-12-2019                                                                   | Busan                                                                        | Corea del Sud                                                                | 2 – 0                                                                        | Hong Kong                                                                    | Coppa dell'Asia orientale 2019                                               | -                                                                            |                                                                              |
| 18-12-2019                                                                   | Busan                                                                        | Corea del Sud                                                                | 1 – 0                                                                        | Giappone                                                                     | Coppa dell'Asia orientale 2019                                               | -                                                                            | 90+1’                                                                        |
| 14-11-2020                                                                   | Wiener Neustadt                                                              | Corea del Sud                                                                | 2 – 3                                                                        | Messico                                                                      | Amichevole                                                                   | 1                                                                            |                                                                              |
| 17-11-2020                                                                   | Maria Enzersdorf                                                             | Qatar                                                                        | 1 – 2                                                                        | Corea del Sud                                                                | Amichevole                                                                   | -                                                                            |                                                                              |
| 11-11-2021                                                                   | Goyang                                                                       | Corea del Sud                                                                | 1 – 0                                                                        | Emirati Arabi Uniti                                                          | Qual. Mondiali 2022                                                          | -                                                                            |                                                                              |
| 16-11-2021                                                                   | Doha                                                                         | Iraq                                                                         | 0 – 3                                                                        | Corea del Sud                                                                | Qual. Mondiali 2022                                                          | -                                                                            |                                                                              |
| 21-1-2022                                                                    | Boztepe                                                                      | Moldavia                                                                     | 0 – 4                                                                        | Corea del Sud                                                                | Amichevole                                                                   | -                                                                            | 71’                                                                          |
| 24-3-2022                                                                    | Seul                                                                         | Corea del Sud                                                                | 2 – 0                                                                        | Iran                                                                         | Qual. Mondiali 2022                                                          | -                                                                            | 87’                                                                          |
| 2-6-2022                                                                     | Seul                                                                         | Corea del Sud                                                                | 1 – 5                                                                        | Brasile                                                                      | Amichevole                                                                   | -                                                                            | 71’                                                                          |
| 6-6-2022                                                                     | Daejeon                                                                      | Corea del Sud                                                                | 2 – 0                                                                        | Cile                                                                         | Amichevole                                                                   | -                                                                            |                                                                              |
| 14-6-2022                                                                    | Seul                                                                         | Corea del Sud                                                                | 4 – 1                                                                        | Egitto                                                                       | Amichevole                                                                   | -                                                                            |                                                                              |
| 20-7-2022                                                                    | Toyota                                                                       | Corea del Sud                                                                | 3 – 0                                                                        | Cina                                                                         | Coppa dell'Asia orientale 2022                                               | -                                                                            |                                                                              |
| 27-7-2022                                                                    | Toyota                                                                       | Giappone                                                                     | 3 – 0                                                                        | Corea del Sud                                                                | Coppa dell'Asia orientale 2022                                               | -                                                                            |                                                                              |
| 23-9-2022                                                                    | Goyang                                                                       | Corea del Sud                                                                | 2 – 2                                                                        | Costa Rica                                                                   | Amichevole                                                                   | -                                                                            | 77’                                                                          |
| 27-9-2022                                                                    | Seul                                                                         | Corea del Sud                                                                | 1 – 0                                                                        | Camerun                                                                      | Amichevole                                                                   | -                                                                            | 90’                                                                          |
| 11-11-2022                                                                   | Hwaseong                                                                     | Corea del Sud                                                                | 1 – 0                                                                        | Islanda                                                                      | Amichevole                                                                   | -                                                                            |                                                                              |
| 28-11-2022                                                                   | Al Rayyan                                                                    | Corea del Sud                                                                | 2 – 3                                                                        | Ghana                                                                        | Mondiali 2022 - 1º turno                                                     | -                                                                            | 90+2’                                                                        |
| 2-12-2022                                                                    | Al Rayyan                                                                    | Corea del Sud                                                                | 2 – 1                                                                        | Portogallo                                                                   | Mondiali 2022 - 1º turno                                                     | -                                                                            |                                                                              |
| 6-6-2024                                                                     | Kallang                                                                      | Singapore                                                                    | 0 – 7                                                                        | Corea del Sud                                                                | Qual. Mondiali 2026                                                          | -                                                                            |                                                                              |
| 11-6-2024                                                                    | Seul                                                                         | Corea del Sud                                                                | 1 – 0                                                                        | Cina                                                                         | Qual. Mondiali 2026                                                          | -                                                                            |                                                                              |
| 20-3-2025                                                                    | Goyang                                                                       | Corea del Sud                                                                | 1 – 1                                                                        | Oman                                                                         | Qual. Mondiali 2026                                                          | -                                                                            |                                                                              |
| 25-3-2025                                                                    | Suwon                                                                        | Corea del Sud                                                                | 1 – 1                                                                        | Giordania                                                                    | Qual. Mondiali 2026                                                          | -                                                                            |                                                                              |
| 5-6-2025                                                                     | Bassora                                                                      | Iraq                                                                         | 0 – 2                                                                        | Corea del Sud                                                                | Qual. Mondiali 2026                                                          | -                                                                            |                                                                              |
| Totale                                                                       |                                                                              | Presenze                                                                     | 35                                                                           |                                                                              | Reti                                                                         | 2                                                                            |                                                                              |

## Palmarès

### Club

#### Competizioni nazionali
- Campionato sudcoreano: 2

Jeonbuk Hyundai: 2014, 2019
- Campionato emiratino: 1

Al-Ahli: 2015-2016
- Supercoppa degli Emirati Arabi Uniti: 1

Al-Ahli: 2016

### Nazionale
- Coppa dell'Asia orientale: 2

2017, 2019